# Ростоцький Василь Лук'янович
Василь Лук'янович Ростоцький (23 серпня 1959, Львів, Україна) — український автогонщик, чотириразовий абсолютний чемпіон України з ралі (1997, 1998, 1999, 2000), чотириразовий чемпіон України з ралі в класі N12 (1995, 1997, 1999, 2000). Учасник чемпіонатів Європи з авторалі.

## Результати в чемпіонаті України з ралі
| Рік  | Штурман           | Автомобіль             | 1      | 2      | 3      | 4      | 5      | 6    | 7    | Поз.     | Очки   |
| ---- | ----------------- | ---------------------- | ------ | ------ | ------ | ------ | ------ | ---- | ---- | -------- | ------ |
| 1995 | Віктор Балін      | Mitsubishi Galant VR-4 | КУ 1   | КИ 2   | ЧШ 14  |        |        |      |      | н/к (1)* | 0 (35) |
| 1996 | Анатолій Скиданюк | Mitsubishi Galant VR-4 | КО н/ф |        |        |        |        |      |      | 2        | 45     |
| 1996 | Віктор Балін      | Mitsubishi Galant VR-4 |        | КУ н/ф | ЧШ 1   | КИ 4   | СК 2   |      |      | 2        | 45     |
| 1997 | Віктор Балін      | Mitsubishi Galant VR-4 | СК 1   | КУ 2   |        |        |        |      |      | 1        | 55     |
| 1997 | Віктор Балін      | Mitsubishi Lancer Evo  |        |        | ЧШ н/ф | КА 1   |        |      |      | 1        | 55     |
| 1998 | Віктор Балін      | Mitsubishi Lancer Evo  | КА 2   | СК н/ф | ДН 1   | ЧШ 1   | ЛО 1   |      |      | 1        | 93     |
| 1999 | Борис Донськой    | Mitsubishi Lancer Evo  | СТ н/ф | РО –   |        |        |        |      |      | 1        | 190    |
| 1999 | Майкл Орр         | Ford Escort WRC        |        |        | КУ н/ф | ДН 2   | СФ н/ф | ЧШ 1 | КА 1 | 1        | 190    |
| 2000 | Юрій Ростоцький   | Mitsubishi Lancer Evo  | СТ 3   | СК –   |        |        |        |      |      | 1        | 118    |
| 2000 | Юрій Ростоцький   | Ford Escort WRC        |        |        | КУ н/ф | СФ 1   | ДН 1   | ЧШ 1 | КА 1 | 1        | 118    |
| 2001 | Юрій Ростоцький   | Ford Escort WRC        | СТ –   | СФ –   | АР –   | КУ 1   | ДН –   | ЧШ – |      | 5        | 30     |
| 2004 | Геннадій Дзюбак   | Mitsubishi Lancer Evo  | СТ –   | СФ –   | ЧШ –   | КУ н/ф | ДН н/ф | КА 5 |      | 12       | 4      |

* В 1995 році чемпіонат України в абсолютному заліку не розігрувався. В дужках наведені позиція та набрані очки в заліку класу А12.